# Victory (Vermont)
Victory ist eine Town im Essex County im US-Bundesstaat Vermont. Sie hatte bei der letzten Volkszählung im Jahr 2020 insgesamt 70 Einwohner. Sie ist Teil der Berlin Micropolitan Statistical Area.

## Geografie

### Geografische Lage
Victory liegt im Südwesten des Essex Countys. Ein Großteil des Gebiets wird vom Victory State Forest eingenommen. Es gibt keine Seen auf dem Gebiet der Town. Der Moose River durchfließt die Town in südwestliche Richtung. Er und seine zahlreichen kleinen Zuflüsse entwässern das Gebiet der Town. Die Oberfläche ist hügelig, die höchste Erhebung ist der 907 m hohe Umpire Mountain.

### Nachbargemeinden
Alle Entfernungen sind als Luftlinien zwischen den offiziellen Koordinaten der Orte aus der Volkszählung 2010 angegeben.
- Norden: East Haven, 3,9 km
- Nordosten: Granby, 7,9 km
- Osten: Guildhall, 23,0 km
- Südosten: Lunenburg, 12,7 km
- Süden: Concord, 5,0 km
- Südwesten: Kirby, 12,6 km
- Nordwesten: Burke, 12,8 km

### Klima
Die mittlere Durchschnittstemperatur in Victory liegt zwischen −11,7 °C (11 °Fahrenheit) im Januar und 18,3 °C (65 °Fahrenheit) im Juli. Damit ist der Ort gegenüber dem langjährigen Mittel der USA um etwa 9 Grad kühler. Die Schneefälle zwischen Mitte Oktober und Mitte Mai liegen mit mehr als zwei Metern etwa doppelt so hoch wie die mittlere Schneehöhe in den USA. Die tägliche Sonnenscheindauer liegt am unteren Rand des Wertespektrums der USA, zwischen September und Mitte Dezember sogar deutlich darunter.

## Geschichte
Der Grant für Victory wurde durch die Vermont Republic am 6. September 1781 an Ebenezer Fisk vergeben.
1970 gab es nur 42 Einwohner, doch die Town erlebte auch Blütephasen. Neben der Landwirtschaft war die Holzwirtschaft ein Haupterwerbszweig der Bewohner der Town. Es gab sieben Dörfer, drei Postämter, fünf Schulen, sechs Holzfabriken, eine Stärkefabrik, einen Granitsteinbruch, vier Bahnhöfe und ein Hotel sowie diverse Pensionen für die Fabrik- und Mühlenarbeiter. Heute gibt es nur noch wenige Einwohner.
Im Jahr 1963 waren Victory und Granby mit ihren 101 Bewohnern die letzten zwei Towns, die an das öffentliche Stromnetz in Vermont angeschlossen wurden.

### Einwohnerentwicklung
| Volkszählungsergebnisse – Town of Victory, Vermont | Volkszählungsergebnisse – Town of Victory, Vermont | Volkszählungsergebnisse – Town of Victory, Vermont | Volkszählungsergebnisse – Town of Victory, Vermont | Volkszählungsergebnisse – Town of Victory, Vermont | Volkszählungsergebnisse – Town of Victory, Vermont | Volkszählungsergebnisse – Town of Victory, Vermont | Volkszählungsergebnisse – Town of Victory, Vermont | Volkszählungsergebnisse – Town of Victory, Vermont | Volkszählungsergebnisse – Town of Victory, Vermont | Volkszählungsergebnisse – Town of Victory, Vermont |
| Jahr                                               | 1800                                               | 1810                                               | 1820                                               | 1830                                               | 1840                                               | 1850                                               | 1860                                               | 1870                                               | 1880                                               | 1890                                               |
| -------------------------------------------------- | -------------------------------------------------- | -------------------------------------------------- | -------------------------------------------------- | -------------------------------------------------- | -------------------------------------------------- | -------------------------------------------------- | -------------------------------------------------- | -------------------------------------------------- | -------------------------------------------------- | -------------------------------------------------- |
| Einwohner                                          |                                                    | 6                                                  |                                                    | 53                                                 | 140                                                | 168                                                | 212                                                | 263                                                | 321                                                | 564                                                |
| Jahr                                               | 1900                                               | 1910                                               | 1920                                               | 1930                                               | 1940                                               | 1950                                               | 1960                                               | 1970                                               | 1980                                               | 1990                                               |
| Einwohner                                          | 321                                                | 206                                                | 125                                                | 80                                                 | 104                                                | 49                                                 | 46                                                 | 42                                                 | 56                                                 | 50                                                 |
| Jahr                                               | 2000                                               | 2010                                               | 2020                                               | 2030                                               | 2040                                               | 2050                                               | 2060                                               | 2070                                               | 2080                                               | 2090                                               |
| Einwohner                                          | 97                                                 | 62                                                 | 70                                                 |                                                    |                                                    |                                                    |                                                    |                                                    |                                                    |                                                    |

## Wirtschaft und Infrastruktur

### Verkehr
Keine größere Straße erreicht Victory. Auf dem Gebiet der Town gibt es zudem nur wenige kleine Straßen.

### Öffentliche Einrichtungen
Das Northeastern Vermont Regional Hospital in St. Johnsbury ist das nächstgelegene Krankenhaus für die Bewohner der Town.

### Bildung
Victory gehört mit Concord, Granby, Guildhall, Kirby, Maidstone, Lunenburg und Waterford zur Essex-Caledonia Supervisory Union. Es gibt keine Schule in Victory, die nächstgelegenen Schulen sind die Lunenburg Schools. Sie bieten momentan für 120 Schülerinnen und Schüler Klassen von Kindergarten bis zum achten Schuljahr an.
In Victory befindet sich keine Bibliothek. Die nächstgelegenen sind in Lyndonville oder Lunenburg.